# 적도 수렴대

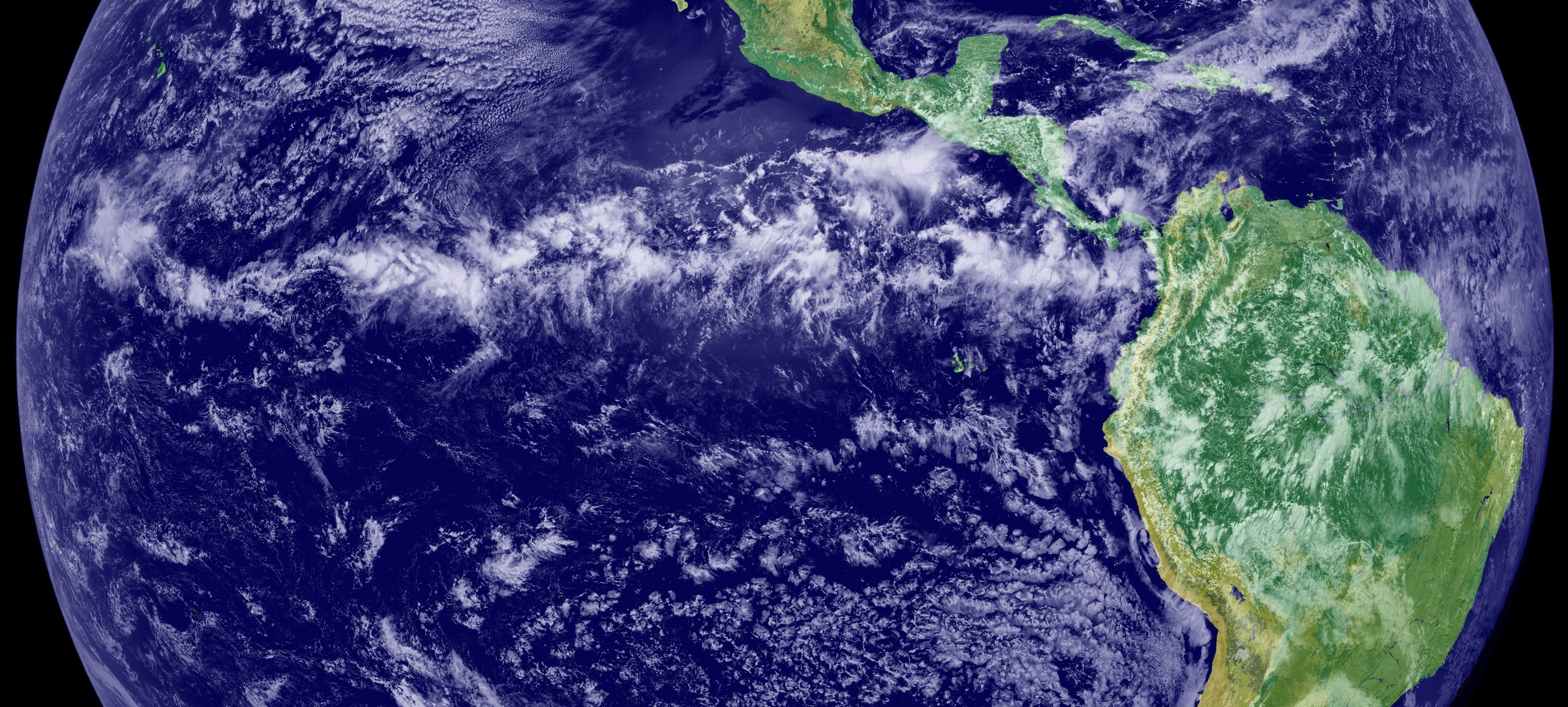
적도 수렴대의 위성 사진

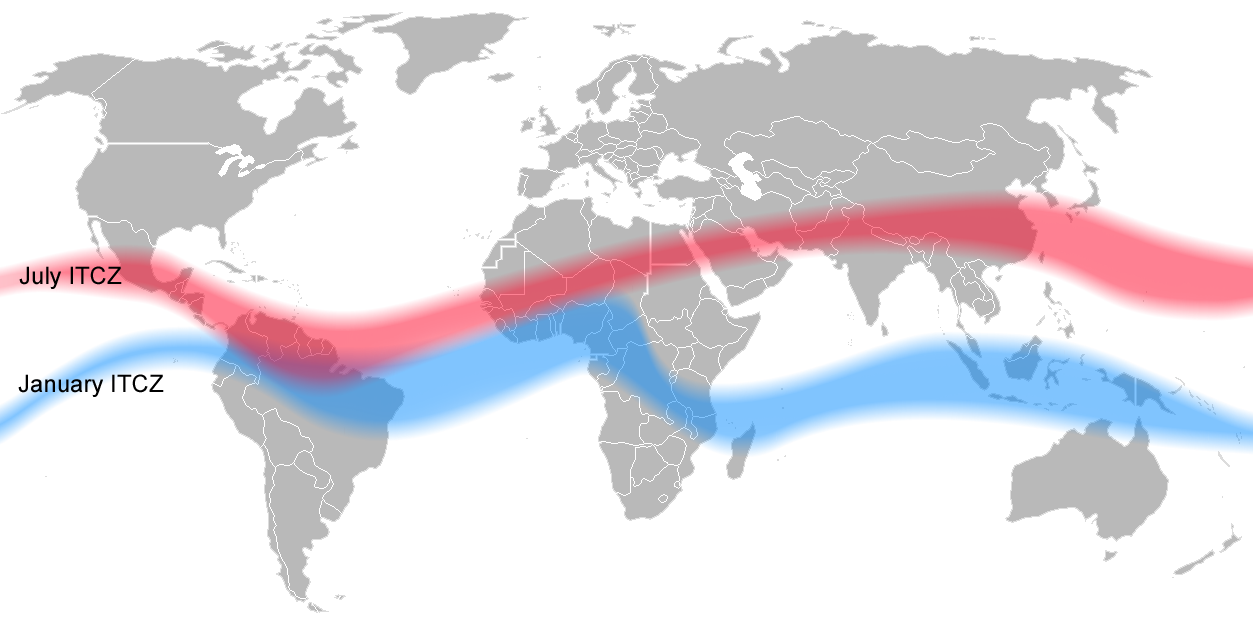
7월(빨강)과 1월(파랑)의 적도 수렴대 위치

적도 수렴대(赤道收斂帶, Intertropical Convergence Zone:ITCZ) 또는 열대 수렴대(熱帶收斂帶)는 지구 전체의 적도 지역에 있는 띠 형태로 둘러진 저기압대이다. 적도 무풍대, 적도 우림대로도 알려져 있다. 적도 수렴대는 적도의 남북에서 불어오는 따뜻하고 습한 상승 공기에 따라 형성된다. 이 지대에선 지구의 열과 습도를 분배하는 계 가운데 하나인, 저위도 환류(Hadley cell)라는 대규모 대기 환류 작용에 따라 계속 공기가 공급된다. 이 공기는 뇌우 작용의 대류에 따라 상승하기에 이 지역에는 연간 200일 이상 강우가 나타난다.
적도 무풍대(赤道無風帶)는 적도 인근에서 바람이 매우 약하거나 없는 지역을 말한다. 적도 무풍대의 중심은 적도의 약간 북쪽 대양에 있다. 북동쪽과 남동쪽에서 적도 무풍대로 부는 무역풍이 이 지역으로 공기를 몰고 오고, 무역풍이 가져온 공기는 이곳에서 가열된 뒤 위로 올라간다. 이 때문에 이 지역에선 저기압 띠가 형성되어 연중 높은 강수량을 보인다. 이 띠의 가장자리에서 열대폭풍이 발생하기도 한다. 저기압 띠는 아열대 무풍대처럼 태양을 따라 남북으로 움직인다. 

## 위치
적도 수렴대의 위치는 시기와 계절에 따라 조금씩 달라진다. 연중 변하는 태양 복사량에 영향을 받기 때문이다. 북반구 여름철에는 태양 복사가 북반구를 강하게 가열해, 적도 수렴대가 북쪽으로 이동한다. 반면에 겨울철에는 남반구에 태양 복사가 집중되어 열대 수렴대가 남쪽으로 이동한다.
적도 수렴대 위치를 결정하는 대표적 요인은 세차 운동, 태양 활동, 북대서양 해수 온도, 화산 활동, 인간 활동 등이 있다. 때때로 이중 적도수렴대가 적도의 남북 쪽에 모두 생기는데, 그러한 경우에는 두 적도 수렴대 사이에 고기압대가 나타나며, 한쪽이 우세한 경우가 많다. 

## 날씨
적도 수렴대의 위치 변화는 적도 지역 국가의 강우량에 큰 영향을 미친다. 이 때문에 고위도 지역의 여름/겨울 계절과 다르게 열대 지역에는 건기/우기가 나타난다. 연중 적도 수렴대가 오랫동안 머무르는 아마존, 콩고 분지, 동남아시아 등은 강수량이 높아 열대 우림이 조성된다. 한편, 적도 수렴대에서 상승한 공기는 대기 상층부에서 북쪽과 남쪽으로 각각 이동하다가 북회귀선과 남회귀선 부근에서 가라앉아, 사하라, 아라비아 등에 건조한 사막을 형성한다. 아울러 이 공기는 뜨겁고 습한 바람을 동아시아 지역에 공급해 여름철 몬순을 강화해서 동아시아 지역 강수량을 높이곤 한다. 회귀선 부근에서 하강한 공기 일부는 다시 적도 쪽으로 이동하여 적도 수렴대에 합류한다. 이렇게 열대 수렴대에서 출발한 공기가 다시 원지역으로 돌아오는 공기의 순환 체제를 해들리 순환(Hadley Circulation)이라고 부른다. 연중 적도 수렴대의 장기 변화는 극심한 가뭄이나 홍수를 야기할 수 있다. 
적도 수렴대엔 좀 더 북쪽이나 남쪽에 있는 무역풍대와 달리 거의 바람이 불지 않는다. 이 때문에 예전 선원들은 바람이 없는 며칠을 맞이한 후 이 지역을 적도 무풍대(the doldrums)라 불렀다. 바람이 유일한 동력원이었던 시절이었으므로, 이 덥고 습한 지역에 들어서는 것은 죽음을 의미하는 것이었다. 

## 열대 저기압 형성의 역할
열대 저기압의 생성엔 약한 소용돌이도(low-level vorticity)가 필요하다. 적도 수렴대는 수평 바람 시어(wind shear)로도 알려진 바람의 속도와 방향이 바뀌는 곳이므로, 이러한 조건이 충족된다. 또한 적도 수렴대는 각 반구의 여름 시기에 적도로부터 500km 이상 북상하거나 남하함으로써 충분한 코리올리 효과를 얻을 수 있다. 따라서 이 지역에선 열대 저기압이 형성되기 쉽다.

## 같이 보기
- 대기 대순환
- 몬순 기압골